# Harrl
Der Harrl ist ein 213 m ü. NHN hohes Mittelgebirge im Südwesten von Niedersachsen. Das zu den Nordausläufern der deutschen Mittelgebirge zählende Gebirge wird zum Weserbergland und im weiteren Sinne zum Weser-Leine-Bergland gerechnet. Es liegt am Südrand des Norddeutschen Tieflands. Das Kammgebirge läuft von Bückeburg in Nordwest bis nach Bad Eilsen im Südosten und liegt im niedersächsischen Landkreis Schaumburg. Es bildet den bewaldeten, westlichen Ausläufer des Bückebergs. Der Harrl ist als Wandergebiet bekannt und befindet sich größtenteils im Eigentum des Hauses Schaumburg-Lippe.

## Geographische Lage und Geologie
Der Harrl zieht sich im Naturpark Weserbergland Schaumburg-Hameln von Bückeburg im Nordwesten südwestlich vorbei an Ahnsen nach Bad Eilsen im Südosten. Östlich von Bad Eilsen bzw. rechts der Bückeburger Aue schließt sich der eigentliche Bückeberg an. Die Längsachse des Harrls ist etwas mehr als 3 km lang und seine Fläche beträgt rund 3,5 km². Seine höchste Erhebung ist der etwa mittig gelegene Harrlberg. Südwestlich vorbei führt die Bundesstraße 83.
Der Harrl ist, wie auch der Bückeberg, aus Sandstein (Obernkirchener Sandstein) und Tonsteinen (Obere und Untere Wealden-Schiefer) der Unterkreide aufgebaut. Eine kommerzielle Ausbeutung der darin eingelagerten schmalen Kohleflöze fand seit Ende des 19. Jahrhunderts über den Harrlstollen bei Ahnsen statt, wurde jedoch mangels Rentabilität 1923 endgültig eingestellt.

## Tourismus
Auf dem Harrlberg steht der Aussichtsturm Idaturm, erbaut von Fürst Georg Wilhelm zu Schaumburg-Lippe im Jahr 1847. Im Harrl gibt es viele Spazier- und Wanderwege, unter anderem führt der Bückeberg-Weg über den Harrl. Dieser 51 Kilometer lange Hauptwanderweg im nördlichen Weserbergland trägt die Markierung  X11 . Am nordwestlichen Ende des Harrls, gegenüber vom Alten Forsthaus, befindet sich der älteste Turnplatz Nordwestdeutschlands, angelegt 1817 vom Leibarzt und Gesundheitserzieher Bernhard Christoph Faust.